# Marthe Gagnon-Thibaudeau
Pour les articles homonymes, voir Gagnon.
Marthe Gagnon-Thibaudeau (1929 à Rimouski dans la province de Québec au Canada - 13 novembre 1999) est une écrivaine québécoise.

## Biographie
Marthe Gagnon-Thibaudeau, après des études scientifiques et une carrière d’enseignante, accompagne son époux dans ses déplacements professionnels à travers le Canada. Elle vit en Europe, en Afrique du Nord, dans les Antilles. Elle visite plusieurs pays, de l'Australie à l’Alaska, de l'Inde au Koweït.
Malgré tous ses voyages, elle réussit à élever une famille et à diriger trois compagnies.
Plus tard, à la retraite, elle entreprend de nouvelles études en administration et en droit.

## Œuvres
- Sous la griffe du sida, Éditions JCL, 1987
- Pure laine, pur coton, Éditions JCL, 1988
- Chapputo, Éditions JCL, 1989
- Le Mouton noir de la famille, Éditions JCL, 1990
- Lady Cupidon, Éditions JCL, 1991
- Nostalgie, Éditions JCL, 1993
- La Boiteuse, Éditions JCL, 1994
- Au fil des jours, Éditions JCL, 1995
- La Porte interdite, Éditions JCL, 1996
- Le Commun des mortels, Éditions JCL, 1997
- Le Bal de coton, Éditions JCL, 1998
- Bonheurs dérobés Éditions JCL 1999